# كليبر أميريكو دا كونسيساو
كليبر أميريكو دا كونسيساو (بالبرتغالية: Cléber Américo da Conceição‏) هو لاعب كرة قدم برازيلي في مركز الدفاع، ولد في 26 يوليو 1969 في بيلو هوريزونتي في البرازيل. شارك مع منتخب البرازيل لكرة القدم. أما مع النوادي، فقد لعب مع أتلتيكو مينيرو ونادي بالميراس ونادي سانتوس ونادي ساو كايتانو ونادي فيغورينسي ونادي كروزيرو.

## وصلات خارجية
- كليبر أميريكو دا كونسيساو على موقع قاعدة بيانات كرة القدم.إي يو (الإنجليزية)
- كليبر أميريكو دا كونسيساو على موقع ناشيونال فوتبول تيمز (الإنجليزية)
- كليبر أميريكو دا كونسيساو على موقع عالم كرة القدم.نت (الإنجليزية)